# Parasynegia camptogrammaria
Parasynegia camptogrammaria là một loài bướm đêm trong họ Geometridae.